# Ferrari 312B3
Der Ferrari 312 B3 war ein Formel-1-Rennwagen, den die Scuderia Ferrari in der Formel-1-Weltmeisterschaft 1973 und in der weiterentwickelten Version Ferrari 312 B3-74 auch 1974, sowie in den ersten beiden Rennen 1975 einsetzte. Der Konstrukteur war hauptsächlich Mauro Forghieri, der zeitweise durch Sandro Colombo ersetzt wurde. In der Saison 1973 wurde der Typ B3 von Jacky Ickx und Arturo Merzario gefahren, in den Folgejahren von Clay Regazzoni und Niki Lauda.
Obwohl der 312 B3 als einer der am wenigsten wettbewerbsfähigen Fahrzeuge in der Ferrari-Formel-1-Geschichte gilt, legte er den Grundstein für die Entwicklung der 312-T-Serie, welche das Team wieder an die Spitze der Formel 1 zurückbrachte.

## Geschichte
Die Geschichte der Ferrari 312 B3 ist die Geschichte einer Metamorphose. Der erste 312 B3 erschien 1973 in der Formel 1 und war ein Fehlschlag. Nachdem Ferrari einen Testwagen mit einem extrem kurzen Radstand gebaut hatte, debütierte der 312 B3 beim Großen Preis von Spanien mit Jacky Ickx am Steuer. Mit diesem Entwurf verließ Ferrari das Konstruktionsprinzip des Gitterrahmens und präsentierte den ersten Monocoque-Formel-1-Ferrari. Das Chassis baute das britische Rennwagenunternehmen John Thompson’s Prototypes.
Die gesamte Saison mühten sich die beiden Werksfahrer Ickx und Arturo Merzario mit dem von vielen Mängeln behafteten Rennwagen. Als Ickx nach dem Großen Preis von Großbritannien entlassen wurde (er kehrte für das Rennen in Monza noch einmal ins Ferrari-Cockpit zurück) und das nunmehrige Einwagenteam nicht zum Großen Preis von Österreich antrat, machte das Gerücht vom totalen Rückzug der Scuderia aus der Formel 1 die Runde.
Schon 1973 wurde die Karosserie beständig verändert, so wurden im Laufe der Saison die Kühler von den Seitenkästen in die Frontpartie verlegt, was dem Wagen den Spitznamen „Schneepflug“ eintrug.
Luca Cordero di Montezemolo, 26-jähriger Assistent Enzo Ferraris, holte Ende 1973 den in die Entwicklungsabteilung versetzten Mauro Forghieri zur Scuderia zurück und beauftragte ihn mit der Überarbeitung des Wagens. 1974 erhielt der 312 B3 glattere Flächen, das Cockpit wurde so weit wie möglich nach vorne verlegt, um den Schwerpunkt zu verbessern. Der Motor wurde ebenfalls vollständig überarbeitet, sodass der 12-Zylinder jetzt 495 PS leistete. Unter Montezemolos Führung und mit dem neuen Werksfahrer Niki Lauda fand die Scuderia zur alten Größe zurück. Dazu kam der Heimkehrer Clay Regazzoni, der angespornt vom jungen Österreicher zum Spitzenfahrer reifte. Lauda siegte in Spanien und in den Niederlanden. Regazzoni triumphierte beim Großen Preis von Deutschland am Nürburgring, als er auf teilweise regennasser Strecke auf Trockenreifen Rekordrunden fahrend zum Sieg stürmte.
Die Weltmeisterschaften sowohl der Fahrer als auch der Konstrukteure verlor Ferrari aber an Emerson Fittipaldi und McLaren, da die Standfestigkeit der 312 B3 die Achillesferse der Scuderia blieb.

## Entwicklung: das Projekt „Schneepflug“

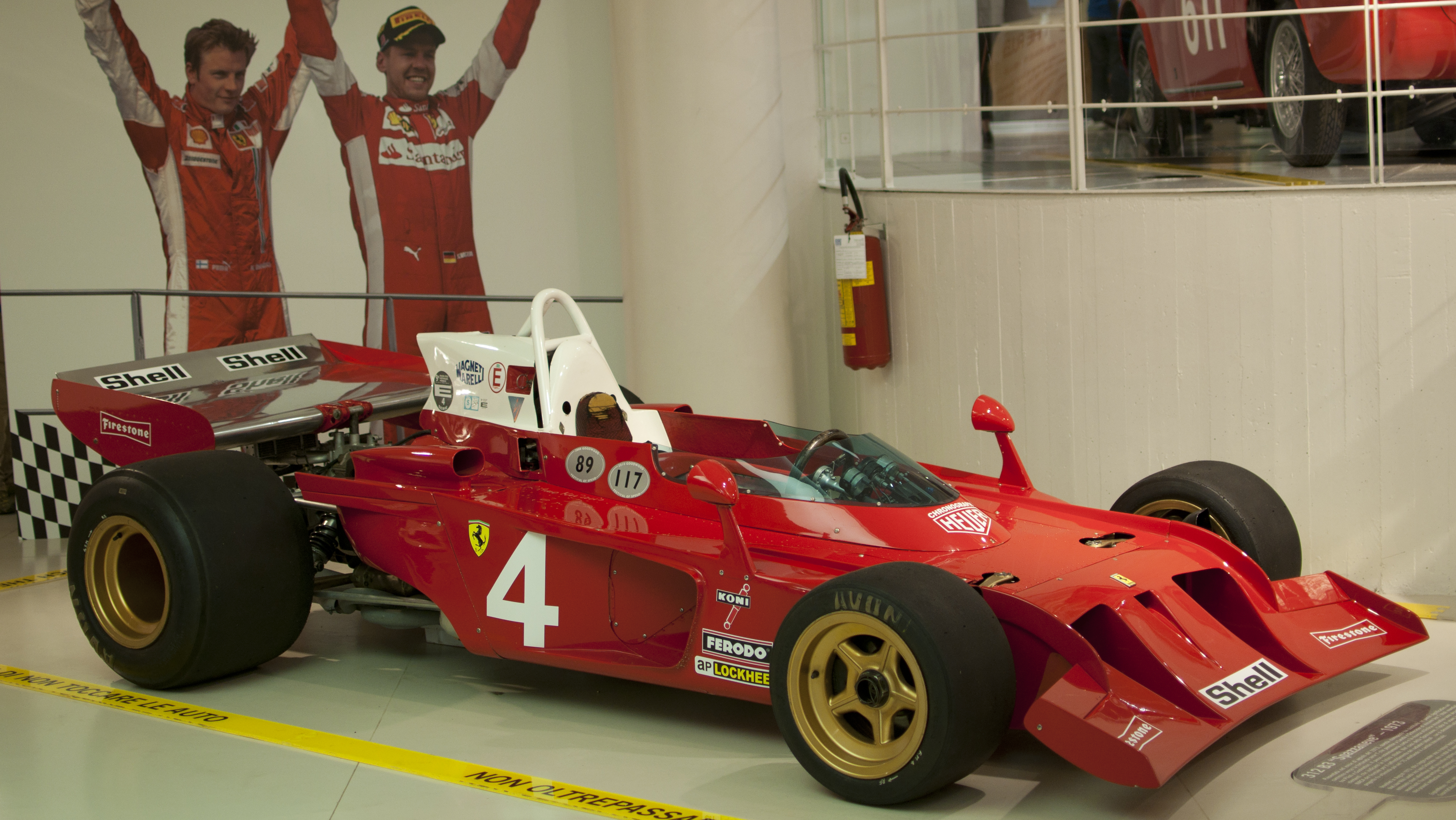
Der Ferrari 312B3 „Spazzaneve“ im Ferrari-Museum

Die Saison 1972 war für Ferrari insgesamt enttäuschend: Jacky Ickx hatte zwar mehrere Male die Pole-Positionen errungen, gewann aber nur den Großen Preis von Deutschland. Darüber hinaus schien der 312 B2 das Ende seiner Entwicklungsfähigkeit erreicht zu haben und den englischen Konkurrenten unterlegen zu sein, die mit einem Motor wie dem Ford Cosworth DFV fuhren, der zwar weniger leistungsstark, dafür aber leichter und einfacher zu warten war als der klassische V12 von Ferrari.
Angesichts dieser Situation beschloss Mauro Forghieri, ein Konzept zu entwickeln, mit dem er eine ganze Reihe von Ideen und Problemlösungen testen konnte, die er ab der folgenden Saison einsetzen wollte. Dieser Prototyp mit der Bezeichnung B3 wurde im August 1972 vorgestellt. Er entsprach bereits dem neuen Reglement, das am 1. Mai 1973 in Kraft treten sollte, darunter die „Verpflichtung zu verformbaren Strukturen an den Seiten“, was die Breite des Autos deutlich vergrößerte.
Dieser Entwurf entfernte sich weit von Ferraris früheren Grundsätzen: So hatte er ein völlig neu entwickeltes, „originelles“ Vorderteil, dass ihm den Spitznamen „Schneepflug“ (italienisch spazzaneve) eintrug; der Kühler, der bis dahin im Vorderteil des Autos installiert war, wurde geteilt und seitlich hinter den Vorderräder platziert. Die Luft strömte durch die beiden großen Einlässe an der Frontpartie ein.
Eine weitere Besonderheit des Konzepts war der extrem kurze Radstand von nur 2,33 Metern. Das lag daran, dass das Projekt die Summe der damaligen Überlegungen des Konstrukteurs war:
- Gewichte so konzentriert wie möglich um den Schwerpunkt herum lagern, um das Moment der polaren Trägheit zu verringern.
- Eine breite Karosserieform, um möglichst viel Abtrieb zu erzielen. Diese Lösung ergab sich aus den Testergebnissen mit den Sportwagen-Prototypen 312 P.
- Eine neuentwickelte aerodynamische Linienführung, um einen ersten ansatzweise entstehenden „Bodeneffekt“ zu erzeugen.[2]

Die einzigen Verbindungspunkte zum vorherigen Auto waren das Chassis, das als für Forghieri typischer Gitterrohrrahmen gebaut wurde, sowie der flache 12-Zylinder-Motor, der an einer Quertraverse hing.
Obwohl das Fahrzeug bei Testfahrten nicht überzeugte, zu keinem Gran Prix Start startete und Forghieri daraufhin als Konstrukteur aus dem Formel-1-Team abgezogen und durch Sandro Colombo ersetzt wurde, blieben diese Ideen keine bloße „Entwurfsübung“: Forghieri (wieder als Konstrukteur eingesetzt) entwickelte sie 1974 mit dem B3-74 weiter und führte sie mit dem 312 T 1975 zum Triumph.

## Weiterentwicklung zum Typ 312B3-74
Im August 1973 berief Enzo Ferrari Mauro Forghieri, der zwischenzeitlich von der Entwicklung des F1-Wagens abgezogen worden war, zurück ins Team, da sich die Performance des 312 B3 auch unter der Leitung von Sandro Colombo nicht verbessert hatte. Die ersten Änderungen von Forghieri erwiesen sich als wirkungsvoll, aber die Saison war fast vorbei und verloren, so dass sich die Scuderia Voll und Ganz auf 1974 konzentrierte.
Trotz Beibehaltung der Typenbezeichnung B3, des 1973 unter der Leitung von Colombo gebauten Wagens, war der Monoposto von Forghieri aus dem Jahr 1974 ein ganz anderes Auto als das vorherige. Der 312 B3-74 war ein sehr flaches und breites Auto mit Seitenkühlern, einem großzügig dimensionierten Frontflügel und einer auffälligen Lufteinlass (Airscoop) über dem Überrollbügel. Fast alle anderen Wagen waren schmal und hoch, aber die Wahl dieses Konstruktionsschemas erwies sich als sehr zufriedenstellend, da der neue Ferrari aerodynamische Effekte zur Erzeugung von mehr Abtrieb besser nutzen konnte als die Konkurrenz. Forghieri erklärte später, dass ihm die Idee gekommen sei, als er sich an das 312-P-Projekt von 1971/72 erinnerte, und feststellte, dass die große und geneigte Karosserieoberfläche dieser Typen einen größeren Abtrieb erzeugten als das Formel-1-Auto, das denselben „flachen“ 180°-12-Zylinder-3-Liter-Motor verwendete. Das Cockpit wurde in einer weiter nach vorne versetzten Position als beim vorherigen Auto entworfen, wobei die Pedalerie sehr weit in die Wagenfront versetzt wurde. Das Auto wurde, dank des hinter dem Sitz gewonnenen Platz, mit einem größeren Kraftstofftank ausgestattet, der sich bis in die Seitenkästen zog.

## Lackierung und Sponsoring
Der Ferrari 312 B3 „Spazzaneve“, als direkter Nachfolger des B2 war, wie seine Vorgänger in klassischem Rosso Corsa lackiert. Lediglich hinter dem Cockpit war ein kleiner Bereich weiß. Als Sponsoren beziehungsweise technische Partner waren TAG Heuer, Firestone und Shell prominent auf dem Fahrzeug platziert. Die aus dem „Projekt Schneepflug“ entwickelten Typen 312 B3 und 312 B3-74 waren ebenfalls in „Rosso Corsa“ lackiert, wobei neue, für Ferrari bis dahin untypische weiße Streifen den roten Lack „teilten“. Bei den technischen Partnern gab es zwei auffällige Neuerungen: Die Beziehung zu Shell endete, das Team einigte sich mit Agip auf die Lieferung von Kraftstoff und startete eine Partnerschaft, die auf 22 Jahre angelegt war. Außerdem wurde der Reifenlieferant Firestone durch Goodyear ersetzt.

## Gebaute Exemplare
Insgesamt wurden vom Typ B3 7 Chassis (die Version „Spazzaneve“ nicht eingerechnet) gebaut:
- 312B3 / 010. Zum Debüt von Jacky Ickx beim Großen Preis von Spanien 1973 gefahren. 1973 in 7 Grands Prix eingesetzt, dann in den Ferrari 312 B3-74 umgewandelt, gefahren von Niki Lauda im Race of Champions und im Monaco-Grand-Prix
- 312B3 / 011. Erstmals von Arturo Merzario beim Grand Prix von Monaco 1973. Wird 1973 bei 4 Grands Prix verwendet, in die neue Version umgebaut, von Clay Regazzoni in 6 Rennen ab dem Großen Preis von Argentinien gefahren
- 312B3 / 012. Erster Start mit Merzario beim Großen Preis von Frankreich 1973. Wird bei 4 Grands Prix in 1973 verwendet, dann zum Ferrari 312 B3-74 umgebaut und 1974 bei der Weltmeisterschaft von Niki Lauda in 6 Rennen eingesetzt
- 312B3 / 014. Neues Auto von Clay Regazzoni in 7 Rennen im Jahr 1974 und Niki Lauda einmal eingesetzt. 1975 wird es zu Beginn der Saison von Clay Regazzoni verwendet
- 312B3 / 015. Neues Auto von Niki Lauda 1974 in 7 Rennen, beschädigt beim Großen Preis von Spanien 1974
- 312B3 / 016. Neues Auto von Clay Regazzoni in nur 2 Rennen im Jahr 1975 gefahren
- 312B3 / 020. Neues Auto von Niki Lauda in nur zwei Rennen bei der Eröffnung der Weltmeisterschaft 1975 gefahren

Anmerkung: Die Fahrgestellnummern 13 und 17 wurden wahrscheinlich aus Aberglauben nicht vergeben. Das Fahrgestell 020 wurde nach den Renneinsätzen zum „Testträger“ für erste Versuche mit dem neuen Ferrari 312 T umgebaut, der erst 1975 zum Einsatz kam (dann mit den fortlaufenden Fahrgestellen 018 und 019). Die ersten drei Chassis wurden von Ferrari modifiziert, indem einige Paneele im Chassis entfernt wurden, um die Fahrerposition zu verändern.

## Galerie

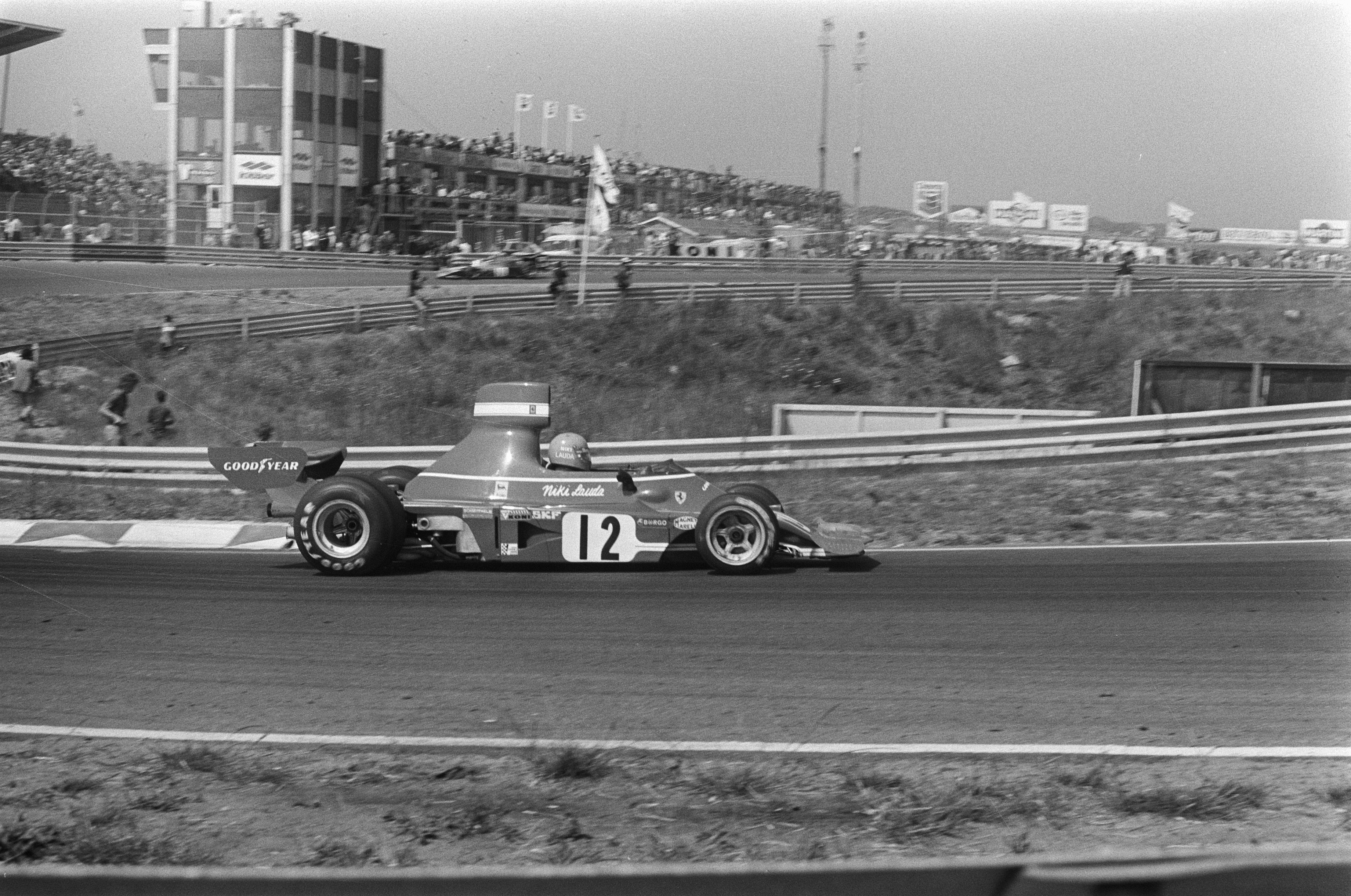
Niki Lauda bei seiner Siegesfahrt beim Großen Preis der Niederlande 1974
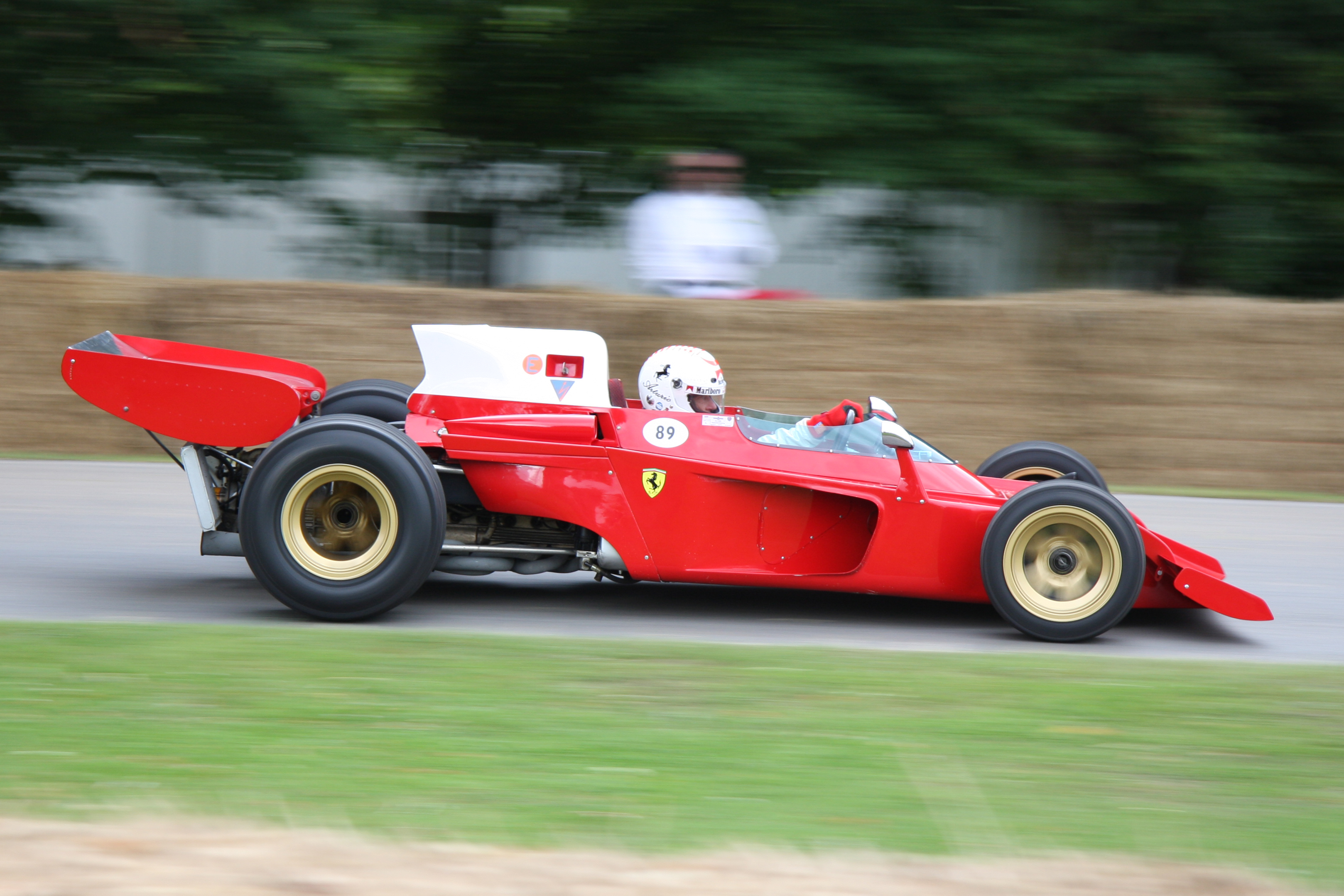
Ferrari 312 B3 „Schneepflug“
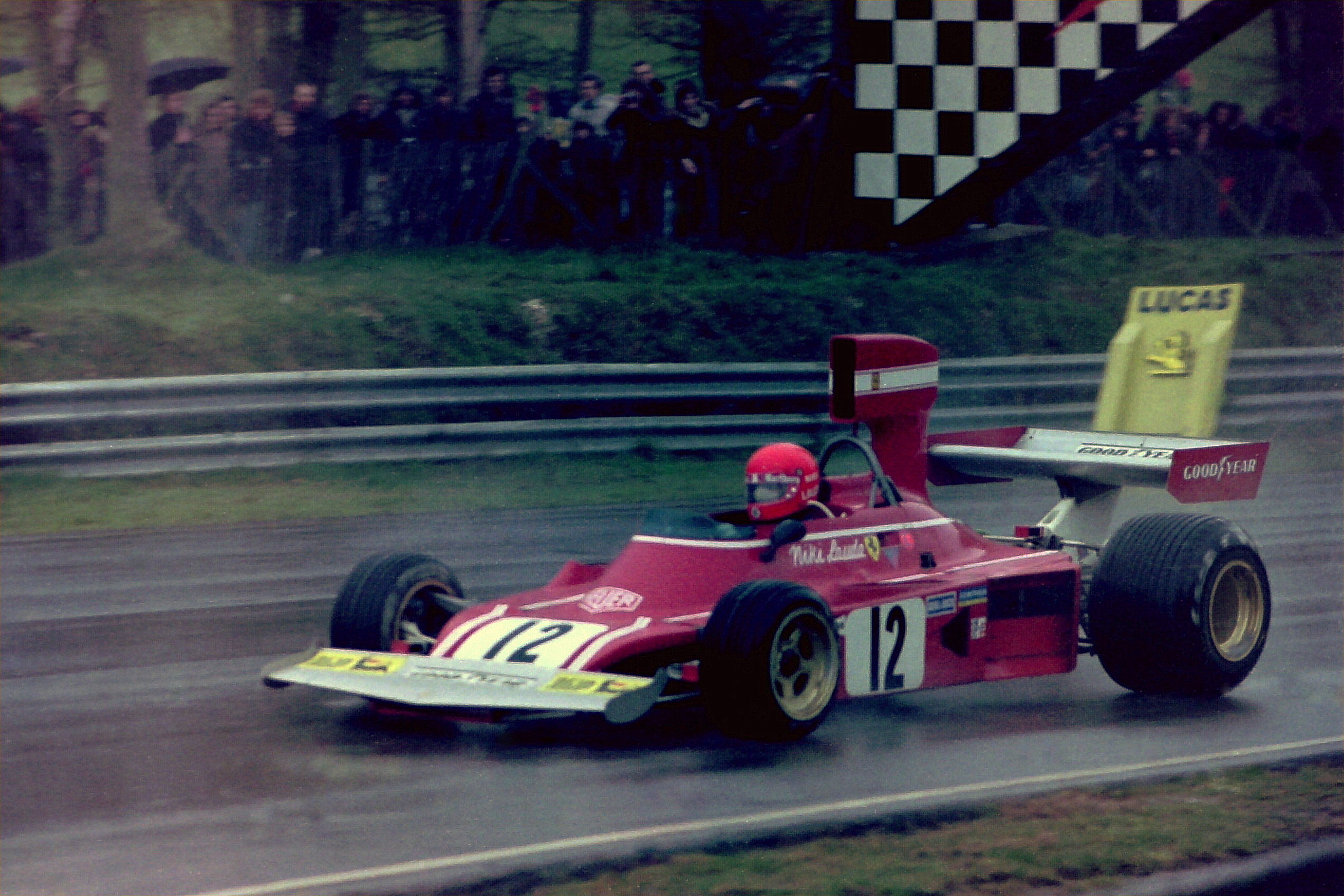
Niki Lauda beim Race of Champions 1974
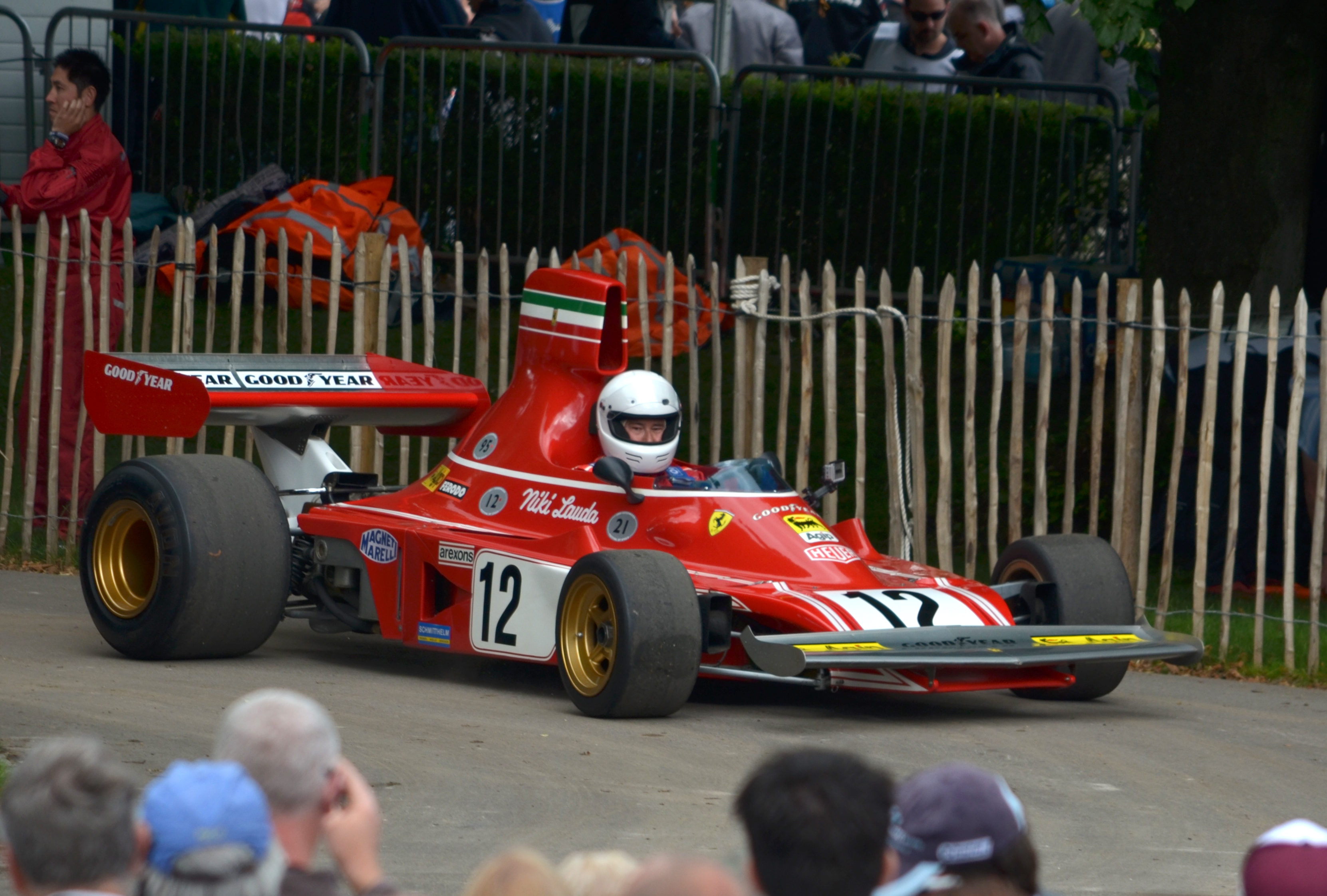
Der 312 B3 (1974) von Niki Lauda beim Goodwood Festival of Speed 2012

## Ergebnisse
| Fahrer               | Nr.                  | 1   | 2   | 3   | 4     | 5     | 6   | 7     | 8   | 9     | 10    | 11    | 12    | 13  | 14    | 15    | Punkte | Rang |
| -------------------- | -------------------- | --- | --- | --- | ----- | ----- | --- | ----- | --- | ----- | ----- | ----- | ----- | --- | ----- | ----- | ------ | ---- |
| Formel-1-Saison 1973 | Formel-1-Saison 1973 |     |     |     |       |       |     |       |     |       |       |       |       |     |       |       | 12     | 6.   |
| Jacky Ickx           | – 1                  | – 2 | – 2 | – 2 | 12    | DNF   | DNF | 6     | 5   | 8     | DNS 3 | DNS 4 | DNS 5 | 8   | DNS 6 | DNS 6 | 12     | 6.   |
| Arturo Merzario      | – 1                  | – 2 | – 2 | – 2 | DNS 5 | DNS 5 | DNF | DNS 5 | 7   | DNS 5 | DNS 3 | DNS 5 | 7     | DNF | 15    | 16    | 12     | 6.   |
| Formel-1-Saison 1974 | Formel-1-Saison 1974 |     |     |     |       |       |     |       |     |       |       |       |       |     |       |       | 65     | 2.   |
| Clay Regazzoni       | 11                   | 3   | 2   | DNF | 2     | 4     | 4   | DNF   | 2   | 3     | 4     | 1     | 5     | DNF | 2     | 11    | 65     | 2.   |
| Niki Lauda           | 12                   | 2   | DNF | 16  | 1     | 2     | DNF | DNF   | 1   | 2     | 5     | DNF   | DNF   | DNF | DNF   | DNF   | 65     | 2.   |
| Formel-1-Saison 1975 | Formel-1-Saison 1975 |     |     |     |       |       |     |       |     |       |       |       |       |     |       |       | 72,5 7 | 1.   |
| Clay Regazzoni       | 11                   | 4   | 4   | – 8 | – 8   | – 8   | – 8 | – 8   | – 8 | – 8   | – 8   | – 8   | – 8   | – 8 | – 8   |       | 72,5 7 | 1.   |
| Niki Lauda           | 12                   | 6   | 5   | – 8 | – 8   | – 8   | – 8 | – 8   | – 8 | – 8   | – 8   | – 8   | – 8   | – 8 | – 8   |       | 72,5 7 | 1.   |

| Legende  | Legende            | Legende                                                          |
| Farbe    | Abkürzung          | Bedeutung                                                        |
| -------- | ------------------ | ---------------------------------------------------------------- |
| Gold     | –                  | Sieg                                                             |
| Silber   | –                  | 2. Platz                                                         |
| Bronze   | –                  | 3. Platz                                                         |
| Grün     | –                  | Platzierung in den Punkten                                       |
| Blau     | –                  | Klassifiziert außerhalb der Punkteränge                          |
| Violett  | DNF                | Rennen nicht beendet (did not finish)                            |
| Violett  | NC                 | nicht klassifiziert (not classified)                             |
| Rot      | DNQ                | nicht qualifiziert (did not qualify)                             |
| Rot      | DNPQ               | in Vorqualifikation gescheitert (did not pre-qualify)            |
| Schwarz  | DSQ                | disqualifiziert (disqualified)                                   |
| Weiß     | DNS                | nicht am Start (did not start)                                   |
| Weiß     | WD                 | zurückgezogen (withdrawn)                                        |
| Hellblau | PO                 | nur am Training teilgenommen (practiced only)                    |
| Hellblau | TD                 | Freitags-Testfahrer (test driver)                                |
| ohne     | DNP                | nicht am Training teilgenommen (did not practice)                |
| ohne     | INJ                | verletzt oder krank (injured)                                    |
| ohne     | EX                 | ausgeschlossen (excluded)                                        |
| ohne     | DNA                | nicht erschienen (did not arrive)                                |
| ohne     | C                  | Rennen abgesagt (cancelled)                                      |
| ohne     | keine WM-Teilnahme |                                                                  |
| sonstige | P/fett             | Pole-Position                                                    |
| sonstige | 1/2/3/4/5/6/7/8    | Punktplatzierung im Sprint-/Qualifikationsrennen                 |
| sonstige | SR/kursiv          | Schnellste Rennrunde                                             |
| sonstige | *                  | nicht im Ziel, aufgrund der zurückgelegten Distanz aber gewertet |
| sonstige | ()                 | Streichresultate                                                 |
| sonstige | unterstrichen      | Führender in der Gesamtwertung                                   |

## Technische Daten
| Kenngrößen                | Ferrari 312 B3, 1974                                                                                     |
| ------------------------- | --- |
| Motor                     | Ferrari-12-Zylinder-180°-V12, Mittelmotor (längs hinter dem Fahrer)                                      |
| Hubraum (Bohrung × Hub)   | 2991 cm³ (78,5 × 51,5 mm)                                                                                |
| Verdichtung               | 11,8 : 1                                                                                                 |
| Leistung                  | 490–495 PS (ca. 360 kW) bei 12.500/min                                                                   |
| Ventilsteuerung           | 2 obenliegende Nockenwellen je Zylinderbank, zahnradgetrieben                                            |
| Gemischaufbereitung       | Lucas-Saugrohreinspritzung                                                                               |
| Zündung                   | Marelli-Transistorzündung                                                                                |
| Kraftübertragung          | 5-Gang-Getriebe, Ferrari Typ 627, Hinterradantrieb                                                       |
| Karosserie                | Aluminiummonocoque, Antriebsgruppe tragend                                                               |
| Radaufhängung vorn        | doppelte Querlenker mit Stabilisator, Schraubenfedern und Koni-Stoßdämpfer                               |
| Radaufhängung hinten      | doppelte Querlenker mit Stabilisator, Schraubenfedern, Koni-Stoßdämpfern und je einem oberen Längslenker |
| Lenkung                   | Zahnstangenlenkung, zweiteilige Lenksäule                                                                |
| Bremse                    | Lockheed-Scheibenbremsen, hinten innenliegend                                                            |
| Radstand                  | 2500 mm                                                                                                  |
| Spurweite vorn/hinten     | 1600/1640 mm                                                                                             |
| Reifengröße vorn/hinten   | 9.2/20.0–13 und 16.2/26.0–13                                                                             |
| Maße L × B                | 4335 × 2056                                                                                              |
| Leergewicht (ohne Fahrer) | ca. 580 kg                                                                                               |